# Готиерия сморчковидная
Готие́рия сморчкови́дная (лат. Gautieria morchelliformis) — вид трюфелеподобных грибов, включённый в род Готиерия (Gautieria). Типовой вид рода.

## Описание
Плодовые тела полностью погружённые в почву или немного выступающие на поверхность, неправильно-округлые, до 6 см в наибольшем измерении, окрашены в охристо-бурые тона. В основании плодовых тел заметны белые тяжи мицелия. Перидий тонкий, белого цвета, вскоре разрушающийся. Поверхность обнажённой глебы неровная, напоминающая ячеистые поверхности шляпок апотециев сморчка (отсюда и название).
На разрезе плодовое тело с многочисленными извилистыми камерами охристо-коричневого цвета. Между камерами расположены белые перегородки, в центре плодового тела — хрящевидное стерильное основание также белого цвета. Гимений расположен по стенкам камер. Запах спороносящих плодовых тел неприятный.
Споровая масса оливково-коричневая. Споры 15—25×8—14 мкм, эллиптической или лимоновидной формы, поверхность с заметными широкими продольными рёбрами. Базидии 2—4-споровые, цилиндрической или булавовидной формы, 35—45×6—9 мкм. Кутикула перидия тонкая, с заметно вздутыми гифами до 16 мкм в диаметре. Цистиды могут присутствовать.
Не имеет пищевого значения, считается несъедобным грибом.

### Сходные виды
- Gautieria graveolens Vittad., 1831 — очень похожий вид, отличается отсутствием вздутых элементов в перидии.
- Gautieria otthii Trog, 1857 — отличается более мелкими плодовыми телами с более гладкой поверхностью, более мелкими камерами и меньшими спорами.

## Экология
Подземный или полуподземный гриб, встречающийся в южных регионах Европы и США, предпочитает глинистые почвы в широколиственных лесах (буковых, дубовых). Широко распространён, однако сообщения о находках встречаются достаточно редко.
Плодовые тела образуются с конца весны по начало осени.

## Таксономия

### Синонимы
- Ciliciocarpus hypogaeus Corda, 1831
- Gautieria villosa Quél., 1879
- Uslaria morchelliformis (Vittad.) Nieuwl., 1916